# Gerd (Schiff)
Die Gerd ist eine schwedische Seilfähre der Trafikverket Färjerederiet. Das mit der internen Nummer 62/342 bezeichnete Schiff befährt den Kornhallsleden, die Fährverbindung zwischen Brunstorpsnäs und Kornhall auf dem Nordre älv in Bohuslän.

## Geschichte
Die Fähre wurde unter der Baunummer 23149 auf der finnischen Werft Uudenkaupungin Työvene gebaut. Der Stapellauf fand am 17. Juni 2004 statt. Im August 2004 wurde das Schiff von Nystad nach Lysekil geschleppt, wo es am 25. August in der Fridhems Varv ankam. Bei der Überführung 2004 hatte der Schlepper eine Seite eingedrückt. Dabei war eine große Menge Wasser in den Rumpf eingedrungen und hatte Teile der elektrischen Ausrüstung zerstört. Die Reparatur erfolgte in der Fridhems Varv. Anschließend erfolgte die Übergabe an Vägverket färjerederiet in Vaxholm. Mit Übergang von Vägverket an Trafikverket ist die Fähre seit 1. April 2010 im Eigentum von Trafikverket Färjerederiet.

## Technische Ausstattung
Die Seilfähre wird seit 2017 mit zwei Winden, die von zwei Elektromotoren mit jeweils 30 kW Leistung angetrieben werden, bewegt. Zuvor besaß die Fähre einen Dieselantrieb.
Die Stromzuführung erfolgt über ein Stromkabel, welches während der Fahrt auf- und abgewickelt wird. Die Fähre ist für den Fall der Unterbrechung der landseitigen Stromversorgung mit einem Dieselgenerator zur Stromerzeugung ausgerüstet. Der Generator wird von einem Volvo-Penta-Dieselmotor (Typ: TAMD 74A) mit 143 kW Leistung angetriebenen.

## Kornhallsleden
Das Schiff verkehrt über den Kornhallsleden, auch Kornhalls färja (deutsch Kornhallsfähre) genannt. Die Fährstrecke liegt im Verlauf des Weges 570. Die Fährstrecke beträgt 200 Meter, die Überfahrtszeit zwei Minuten. Die Überfahrt ist kostenfrei.